# Беклабувир
Беклабувир (также известный под исследовательским названием BMS-791325; сокращённо BCV) — противовирусный препарат для лечения инфекции вируса гепатита С (HCV), который был изучен в клинических испытаниях.
В феврале 2017 года компания Bristol-Myers Squibb начала спонсировать постмаркетинговое исследование беклабувира в комбинации с асунапревиром и даклатасвиром с целью изучения профиля безопасности комбинации в отношении функций печени.
С февраля 2014 года по ноябрь 2016 была проведена фаза II клинического испытания комбинации асунапревир / даклатасвир / беклабувир (в исследовании беклабувир обозначается как BMS-791325) на пациентах, инфицированных как ВИЧ, так и HCV.

## Фармакология
Беклабувир действует как ингибитор NS5B (РНК-полимеразы).